# نیو کوریدون (ایندیانا)
نیو کوریدون (به انگلیسی: New Corydon) یک منطقهٔ مسکونی در ایالات متحده آمریکا است که در شهرستان جی، ایندیانا واقع شده‌است. نیو کوریدون ۲۵۷٫۸۶ متر بالاتر از سطح دریا واقع شده‌است.